# 召幽伯
召幽伯（？—？），姬姓，召氏，又称君氏，召康公的后代，见于五年琱生簋、六年琱生簋、五年琱生尊等器，妻幽姜，生召穆公虎，在位年至周厉王时，子虎继位，是为穆公。